# Eurypauropus unciger
Eurypauropus unciger är en mångfotingart som beskrevs av Paul Auguste Remy 1956. Eurypauropus unciger ingår i släktet Eurypauropus och familjen Eurypauropodidae. Inga underarter finns listade i Catalogue of Life.